# 娇绿鸫鹎
，是雀形目鹎科的一种鸟类。

## 特征
娇绿鸫鹎体重约50.2克，翼长约105毫米，嘴峰长约22毫米，喙宽度约4.8毫米，喙厚度约5.2毫米，跗蹠长约21.6毫米，尾长约100.6毫米。娇绿鸫鹎在其分布区内为留鸟，其栖息在密集的高大树木组成的森林中，食性为草食性。

## 亚种
- ：分布于刚果民主共和国东北部、南苏丹极南部、乌干达西部和肯尼亚西南部的山地森林。
- ：分布于刚果民主共和国东南部至坦桑尼亚西南部和赞比亚东北部的山地森林。[4]